# 정순조 (1888년)
정순조(鄭純朝, 1888년 12월 7일 ~ 별세)는 대한민국의 정치인이다.
부산제일상업학교를 졸업하고, 법성금융조합 이사, 국민회 광산군 지부장, 전남도 주조조합연합회장, 제2대 국회의원을 역임하였다.

## 역대 선거 결과
|  | 16.96% |

|  | 20.54% |

## 참고 자료
- 정순조 - 대한민국헌정회